# Noga Orian
Noga Orian (hebräisch נגה אורין; * 2007) ist eine israelische Schachspielerin.
Noga Orian stammt aus Haifa. Sie ist Mitglied im und trainiert beim Schachverein Haifa-Nesher.
Sie gewann die israelische Jugendmeisterschaft U17 weiblich 2023 in Herzlia. Für die israelische Frauennationalmannschaft nahm sie, am dritten Brett spielend, an der Schacholympiade 2024 in Budapest teil mit einem positiven Ergebnis von fünf Siegen, zwei Remispartien und zwei Niederlagen. Die U18-Jugendeuropameisterschaft gewann sie 2024 in Prag mit 7,5 Punkten aus 9 Partien. Hierfür erhielt sie den Titel Internationaler Meister der Frauen (WIM).
Ihre Elo-Zahl beträgt 2210 (Stand: Februar 2025). Ihre höchste Elo-Zahl war 2221 im Oktober 2024. Damit lag sie auf dem vierten Platz der israelischen Elo-Rangliste der Frauen.